# Pierre-Louis Maubeuge
Pierre-Louis Maubeuge, né le 8 février 1923 à Saint-Clément (Meurthe-et-Moselle) et mort le 22 janvier 1999 à Malzéville, est un géologue, stratigraphe, et paléontologue français, célèbre pour ses travaux de stratigraphie, cartographie et ses recherches pétrolières dans le Bassin de Paris qui ont notamment donné lieu à la découverte du gisement de pétrole de Forcelles-Saint-Gorgon au pied de la colline de Sion au cœur de la Lorraine  .

## Biographie
Pierre-Louis Maubeuge réalisa ses études secondaires au lycée Paul-Louis-Cyfflé à Nancy. Très jeune, il s'intéressa aux sciences naturelles avec, cependant, une répulsion pour les mathématiques. Son père, d'origine mosellane, avait déserté la Wehrmacht à son retour du front russe en 1917, et s'étant engagé comme volontaire en France, trouva la mort dans des conditions atroces en juillet 1940 après avoir été fait prisonnier près de Saint-Dié. Sa mère, étant malade et sans ressources, Pierre-Louis Maubeuge est devenu préparateur à l'Institut de Géologie en même temps qu'étudiant.
En 1942, le professeur Marcel Roubault lui confia un problème de la société Solvay quant à l'extension des calcaires à Polypiers de Husson aux portes de Nancy. Il résoudra le problème par une campagne de sondages et la cartographie de ses calcaires du Bajocien par le suivi de niveaux repères et de surfaces taraudées marquant des arrêts de sédimentation. Ce premier travail donna lieu à ses premières publications dès 1943 d'une part et lui permit de devenir le conseil du groupe Solvay durant toute sa carrière.
Cependant la guerre n'étant pas terminée et sentant qu'il avait besoin de « disparaître » aux yeux de la Gestapo, Pierre-Louis Maubeuge a du rentrer dans l'anonymat et il est devenu ouvrier-carrier avec le grade de chef d'équipe. Chargé d'exécuter des tirs de mines dans des conditions précaires et souvent avec des règles de sécurité non respectées, il a échappé à une série d'explosions en se réfugiant derrière un gros rocher. En septembre 1944, il a pu retrouver son identité et sa condition d'étudiant.
En 1949, il est reçu docteur ès Sciences de l'Université de Strasbourg (université de soutenance), avec une thèse sur le Bassin salifère lorrain qui fut publiée en 1950.
En 1955, il est reçu docteur d'État. Son mémoire de thèse, en deux tomes, intitulé Observations géologiques dans l'est du bassin de Paris (terrains triasiques moyens-supérieurs et jurassiques inférieurs-moyens), contient plus de 1000 pages de données de coupes et de descriptions d'affleurements qui sont toujours à l'heure actuelle de précieuses données sur la géologie et la stratigraphie de la Lorraine.
Les données qu'il y consigne, ainsi que celles qu'il récoltera au cours de ses travaux tant pour l'industrie minière, tant pour la recherche pétrolière, lui permettront de lever ou de participer aux levés de nombreuses cartes géologiques (au 1/50000 ou au 1/80000) tant dans le Nord-Est de la France qu'en Belgique et au Luxembourg.
Esprit indépendant et curieux, il préfère ne pas épouser une carrière universitaire et refuse un poste au Muséum national d'histoire naturelle de Paris. En effet, profondément lorrain dans l'âme, il ne peut se résoudre à aller vivre hors de sa région natale. Il propose alors ses compétences à la Chambre Syndicale des Mines de fer de France convaincu de l'énormité des problèmes géologiques à résoudre. Rapidement il lui a été confié une première mission d'étude puis un poste de salarié à mi-temps qu'il conservera par la suite pendant 35 ans.
Il a été sociétaire académicien de la Société des sciences de Nancy.

## Son œuvre

### Travaux cartographiques
Cartes géologiques de la France au 1/50 000 éditées par le BRGM : Nancy, Toul, Etain, Longwy-Audun-le-Roman, Pont-à-Mousson, Briey, Saint-Mihiel, Vézelise, Chambley, Commercy, Chatenois, Longwy, Gorcy-Longuyon, Vigneulles-les-Hattonchatel, Gondrecourt, Nomeny, Metz, Stenay, Neufchâteau, Bourmont, Montmédy, Montmédy-Francheval, Nogent-en-Bassigny, Bourbonne-les-Bains, Langres, Charolles, Paray-le-Monial, Charlieu.
Cartes géologiques minières : le Bassin ferrifère lorrain, les morts terrains de la Formation ferrifère, Hydrogéologie du Bassin ferrifère lorrain.
Carte géologique de la Belgique : minutes des planchettes Lamorteau-Ruette, Halanzy-Musson, Saint-Léger-Messancy et Hauwald au 1/40 000.
Carte géologique du Luxembourg : Luxembourg (au sein du rectangle Francheval-Echternach, Redange-Langres).
Les cartes levées par Pierre Maubeuge couvrent un vingtième de la France.

### Liste de ses publications
Maubeuge est l'auteur d'un grand nombre de publications scientifiques, notamment : 
- (1943) - « La base du Bajocien supérieur des environs de Nancy », Bulletin de la Société géologique de France, 5e série tome 13 fascicule 4-5-6, Société géologique de France, Paris, p. 275-279
- (1943) - « Note pour servir à l'étude des Cirrhipèdes fossiles de Lorraine », Bulletin de la Société géologique de France, 5e série tome 12, Société géologique de France, Paris, p. 161
- (1944) - « Géologie du bassin de Clairlieu et de ses abords », Compte-rendu de séances de la Société géologique de France, no 6, Société géologique de France, Paris, p. 59-61
- (1944) - « Sur deux particularités stratigraphiques du Bajocien moyen du Sud-Est du plateau de Haye », Compte-rendu de séances de la Société géologique de France, no 14, Société géologique de France, Paris, p. 163-165
- (1945) - « Sur la stratigraphie du sommet de l'Aalénien ferrugineux et de la base du Bajocien dans le bassin de Nancy », Bulletin de la Société géologique de France, Paris
- (1946) - « Remarques sur la stratigraphie de l' « Aalénien ferrugineux » (Yéovilien supérieur et Aalénien) des bassins du nord de la Lorraine et de ceux du Luxembourg », Bulletin de la Société des sciences de Nancy, no 9 [PDF], Nancy, p. 9-14
- (1946) - « Sur le prolongement du gisement de minerai de fer oolithique toarcien (« aalénien ferrugineux » et yéovilien supérieur) du sud de la région de Sion (M.-et-M.) au nord de la région de Langres (Haute-Marne) », Bulletin de la Société des sciences de Nancy, no 9 [PDF], Nancy, p. 15-18
- (1947) - « Notes paléontologiques », Bulletin de la Société des sciences de Nancy, nouvelle série tome 6 no 2 [PDF], Nancy, p. 25-31
- (1947) - « Sur l'âge des sables de Stockem (Province du Luxembourg belge) », Bulletin de la Société des sciences de Nancy, nouvelle série tome 6 no 4 [PDF], Nancy, p. 103-105
- (1947) - « Quelques données stratigraphiques sur le Lias de la Haute-Marne, des Vosges et du sud de la Meurthe-et-Moselle (Note préliminaire) », Bulletin de la Société des sciences de Nancy, nouvelle série tome 6 no 4 [PDF], Nancy, p. 105-108
- (1949) - « Notes paléontologiques », Bulletin de la Société des sciences de Nancy, nouvelle série tome 8 no 1 [PDF], Nancy, p. 6-10
- (1949) - « Présentation de la minute de la carte de Nancy au 1/50.000e », Bulletin de la Société des sciences de Nancy, nouvelle série tome 8 no 2-3 [PDF], Nancy, p. 23-24
- (1949) - « Un problème méconnu de géologie appliqué et de géographie physique : les structures superficielles », Bulletin de la Société des sciences de Nancy, nouvelle série tome 8 no 2-3 [PDF], Nancy, p. 24-30
- (1950) - « Documents nouveaux pour servir à l'étude de la dénudation préquaternaire et quaternaire des plateaux bajocien et liasique de Nancy à Lunéville », Bulletin de la Société des sciences de Nancy, nouvelle série, tome 9, no 2, Société des sciences de Nancy, Nancy, p. 1-5
- (1950 - Le bassin salifère lorrain..., Thèse, Université de Strasbourg, imprimerie de G. Thomas, Nancy, 150 p.
- (1950) - Sur le bathonien et en particulier sur le bathonien lorrain, note préliminaire, imprimerie de G. Thomas, Nancy, 16 p.
- (1955) - « Les Ammonites aaléniennes, bajociennes et bathoniennes du Jura suisse septentrional - 1re partie », Mémoires suisses de Paléontologie Vol. 71, 48 p.
- (1955) - Observations géologiques dans l'Est du bassin de Paris (terrains triasiques moyens-supérieurs et jurassiques inférieurs-moyens), Thèse, Nancy, 2 t., 1082 p.
- (1956) - « Hydrologie du Bassin Ferrifère lorrain (premières notes) », Bulletin technique des Mines de fer de France, no 42, 23 p.
- (1956) - « Le Kimmeridgien supérieur et le Portlandien dans l'Est du Bassin de Paris », Bulletin de la Société belge de géologie, tome 65 no 2, p. 316-321
- (1956) - « Quelques observations géologiques à propos du sondage de Domgermain-lès-Toul (M.-et-M.) », Bulletin de la Société des sciences de Nancy, nouvelle série tome XV no 3 [PDF], Nancy, p. 119-120
- (1958) - À propos du Domérien supérieur des environs de Langres, Haute-Marne, Nancy, 4 p.
- (1960) - « Deux profils géologiques dans le trias inférieur de l'Est de la France », Bulletin de la Société des sciences de Nancy, nouvelle série, tome 19 no 1 [PDF], Nancy, p. 19-23
- (1960) - « Le problème du pétrole dans le Bassin de Paris et plus particulièrement dans sa partie Est. Situation et perspectives », Bulletin de la Société des sciences de Nancy, nouvelle série, tome 19 no 1 [PDF], Nancy, p. 29-86
- (1960) - « Quelques observations sur les roches anciennes de la région de Châtillon-sur-Saône (Vosges) », Bulletin de la Société des sciences de Nancy, nouvelle série, tome 19 no 1 [PDF], Nancy, p. 24-28
- (1960) - « Deux maquettes du bassin ferrifère lorrain », Bulletin de la Société des sciences de Nancy, nouvelle série, tome 19 no 2-3 [PDF], Nancy, p. 113-122
- (1960) - « Quelques observations géologiques sur le Lias de la rive droite de la Moselle, entre Metz et Thionville », Bulletin de la Société des sciences de Nancy, nouvelle série, tome 19 no 4 [PDF], Nancy, p. 176-185
- (1960) - « Quelques remarques sur l'Hettangien en Lorraine », Bulletin de la Société des sciences de Nancy, nouvelle série, tome 19 no 4 [PDF], Nancy, p. 186-195
- (1960) - « Quelques remarques sur le Lotharingien en Lorraine », Bulletin de la Société des sciences de Nancy, nouvelle série, tome 19 no 4 [PDF], Nancy, p. 196-211
- (1961) - « Historique de la Société des Sciences de Nancy et de la Société Lorraine des Sciences », Bulletin de la Société lorraine des sciences, tome I no 1 [PDF], Nancy, p. 39-52
- (1961) - « Précisions stratigraphiques sur l'Aalénien dans la zone de jonction des bassins de l'Orne et d'Ars », Bulletin de la Société lorraine des sciences, tome I no 1 [PDF], Nancy, p. 100-105
- (1962) - « Présence de Virgatosphinctoïdes dans le bassin de Paris », Colloque du Jurassique à Luxembourg, Institut Grand Ducal Luxembourg Sect. Sc. N. Ph. & Mat., Luxembourg, p. 511-512
- (1962) - « Quelques considérations sur la question des faunes cosmopolites et spécialement méditerranéennes dans le bassin de Paris », Colloque du Jurassique à Luxembourg, Institut Grand Ducal Luxembourg Sect. Sc. N. Ph. & Mat., Luxembourg, p. 507-510
- (1962) - « Quelques remarques à propos de l'Hettangien, du Sinémurien et du Lotharingien », Colloque du Jurassique à Luxembourg, Institut Grand Ducal Luxembourg Sect. Sc. N. Ph. & Mat., Luxembourg, p. 127-133
- (1962) - « Sur le contact du Rauracien et de l'Oxfordien en Rauracie (Jura suisse septentrional) », Colloque du Jurassique à Luxembourg, Institut Grand Ducal Luxembourg Sect. Sc. N. Ph. & Mat., Luxembourg, p. 629-638
- (1963) - « Études stratigraphiques et paléontologiques sur la "Marne sableuse de Hondelange", lias inférieur et moyen, dans la province de Luxembourg. Avec une étude des "Eoderoceratidae" lotharingiens et de deux formes du lias moyen »,  Académie royale de Belgique - Classe des sciences - Mémoires, 2e série, tome 34, fascicule II, Bruxelles, 26 p.
- (1965) - « L'indice de pétrole de Coussey (Vosges) », Bulletin de la Société lorraine des sciences, tome V no 3 [PDF], Nancy, p. 99-102
- (1965) - « Un contact Rhétien-Hettangien dans le Grand Duché de Luxembourg », Bulletin de la Société lorraine des sciences, tome V no 3 [PDF], Nancy, p. 123-127
- (1965) - « Quelques observations sur le Bajocien dans le Jura suisse septentrional », Bulletin de la Société lorraine des sciences, tome V no 3 [PDF], Nancy, p. 237-242
- (1965) - « Le problème des faunes cosmopolites dans le jurassique meso-européen : Absence d'espèces d'ammonites américaines dans le Jura suisse septentrional », Bulletin de la Société lorraine des sciences, tome V no 4 [PDF], Nancy, p. 243-246
- (1965) - « Une coupe géologique continue dans le Jurassique inférieur du Jura tabulaire d'Argovie (Suisse) », Bulletin de la Société lorraine des sciences, tome V no 4 [PDF], Nancy, p. 247-254
- (1968) - « Hydrologie du Bassin Ferrifère lorrain (deuxièmes notes) », Bulletin technique des Mines de fer de France, no 90, 19 p.
- (1969) - « Le problème de la Terre Vindélicienne à la faveur d'observations sur l'Hettangien dans le Jura suisse septentrional », Bulletin de l'Académie et la Société lorraine des sciences, tome 8 no 1 [PDF], Nancy, p. 30-46
- (1969) - « Observations stratigraphiques nouvelles sur le carixien et lotharingien au nord de Thionville (Moselle) », Bulletin de l'Académie et la Société lorraine des sciences, tome 8 no 1 [PDF], Nancy, p. 26-29
- (1970) - « Brèves observations à propos de la feuille géologique de Commercy au 50.000e », Bulletin de l'Académie et la Société lorraine des sciences, tome 9 no 3 [PDF], Nancy, p. 449-453
- (1971) - « Quelques Ammonites jalons stratigraphiques dans le problème du Jurassique supérieur du bassin de Paris », Hist. Nat. Pays de Luxembourg, Musée Nat. Hist. Nat. Lux.
- (1971) - « Observations nouvelles sur le trias supérieur (Marnes irisées supérieures) au S.E. et N.E. de la région de Metz (Moselle) », Bulletin de l'Académie et la Société lorraine des sciences, tome 10 no 4 [PDF], Nancy, p. 50-65
- (1971) - « Observations stratigraphiques nouvelles sur le Jura d'Argovie (Suisse) : le passage du Sinémurien au Lotharingien », C.R. Acad. Sci., 273 , Série D, p. 1907-1909
- (1972) - « Le problème des «Schistes Cartons» en Géotechnique régionale : Réalités et légendes », Bulletin de l'Académie et la Société lorraine des sciences, tome 11 no 2 [PDF], Nancy, p. 109-118
- (1972) - « Robert Lienhart (1884-1970 », Bulletin de l'Académie et la Société lorraine des sciences, tome 11 no 2 [PDF], Nancy, p. 68-75
- (1973) - « Quelques aspects historiques des mouvements scientifiques en Lorraine », Bulletin de l'Académie et la Société lorraine des sciences, tome 12 no 2 [PDF], Nancy, p. 159-190
- (1973) - « Pierre Calafat (1885-1972) », Bulletin de l'Académie et la Société lorraine des sciences, tome 12 no 4 [PDF], Nancy, p. 289-296
- (1974) - « Nouvelles découvertes à propos des éléments faunistiques méditerranéens dans le Jurassique inférieur du Bassin de Paris », Bulletin de l'Académie et la Société lorraine des sciences, tome 13 no 1 [PDF], Nancy, p. 3-10
- (1974) - « Observations à un essai de formulation des zones de Jurassique en France », Bulletin de l'Académie et la Société lorraine des sciences, tome 13 no 1 [PDF], Nancy, p. 23-38
- (1974) - « Premiers résultats d'une étude permanente de la nappe aquifère du Bajocien du Bassin ferrifère lorrain », Bulletin technique des Mines de fer de France, no 116, p. 3-12
- (1974) - « Réflexions à propos de sources minérales et indices pétrolifères, liés dans l'Est de la France », Bulletin de l'Académie et la Société lorraine des sciences, tome 13 no 1 [PDF], Nancy, p. 11-20
- (1974) - « Remarques sur les galets éolisés des grès du trias lorrain », Bulletin de l'Académie et la Société lorraine des sciences, tome 13 no 1 [PDF], Nancy, p. 21-22
- (1975) - « Géologie et archéologie : les énigmes du mur cyclopéen de la Trinité à Malzéville (Meurthe-et-Moseile) », Bulletin de l'Académie et la Société lorraine des sciences, tome 14 no 1 [PDF], Nancy, p. 5-14
- (1976) - Carte hydrogéologique à 1/50 000, feuille Longwy - Audun-le-Roman, Chambre syndicale des mines de fer de France - Institut de recherches de la sidérurgie
- (1977) - Carte hydrogéologique à 1/50 000, feuille Briey, Chambre syndicale des mines de fer de France - Institut de recherches de la sidérurgie
- (1977) - « Le réseau karstique de l'Aroffe (Lorraine centrale) », Bulletin technique des mines de fer de France, no 128, p. 191-208
- (1977) - « Structure géologique et hydrologie des fonds de Toul, val de Bellefontaine (ouest de Nancy) », Bulletin de l'Académie et la Société lorraine des sciences, tome 16 no 2 [PDF], Nancy, p. 51-78
- (1978) - « La coupe du Portlandien sur le tracé de la nouvelle route nationale à Ligny-en-Barrois (Meuse) avec quelques aperçus sur cet étage dans le département de la Meuse », Bulletin de l'Académie et la Société lorraine des sciences, tome 17 no 4, Nancy, p. 121-141
- (1978) - « Sur l'origine des sources de Vacon (Meuse) », Bulletin de l'Académie et de la Société lorraines des sciences de Nancy, tome 17, no 3 [PDF], Académie et de la Société lorraines des sciences de Nancy, Nancy, p. 97-101
- (1979) - Carte hydrogéologique à 1/50 000, feuille Chambley-Bussières, Société auxiliaire des mines de fer (SAMIFER)
- (1980) - « Le problème des pertes de la Meuse et de l'hydrologie des environs de Neufchâteau (Vosges) », Bulletin de l'Académie et de la Société lorraines des sciences de Nancy, tome 19, no 4, Académie et de la Société lorraines des sciences de Nancy, Nancy, p. 9-24
- (1981) - « Cent cinquante ans de publications scientifiques dans le domaine des sciences de la Terre aux bulletins de la Société d'Histoire Naturelle de Strasbourg, de la Société des Sciences de Nancy et des Académie et Société Lorraines des Sciences », Bulletin de l'Académie et la Société lorraine des sciences, tome 20 no 1 [PDF], Nancy, p. 3-18
- (1981) - « Anomalies géobotaniques sur les plateaux dominant Nancy : un problème de phytogéographie du quaternaire ancien », Bulletin de l'Académie et la Société lorraine des sciences, tome 20 no 2 [PDF], Nancy, p. 51-61
- (1981) - « L'indice de pétrole de Colombé-le-Sec (Aude) », Bulletin de l'Académie et la Société lorraine des sciences, tome 20 no 3 [PDF], Nancy, p. 67-70
- (1983) - « Carte hydrogéologique du Bassin Ferrifère Lorrain. Feuille de Nancy », Bulletin de l'Académie et la Société lorraine des sciences, tome 21-22 no 1 [PDF], Nancy, p. 4-5 + Carte
- (1983) - «  Les mares salées de Lorraine », Bulletin de l'Académie & Société lorraines des sciences, tome 21-22, no 4, Nancy, p. 67-83
- (1984) - « Un affleurement du charbon triasique des « Grès à Roseaux » du Keuper lorrain », Bulletin de l'Académie et la Société lorraine des sciences, tome 23 no 3 [PDF], Nancy, p. 137-139
- (1984) - « Une coupe géologique continue du Lias inférieur et moyen et base du Toarcien dans le Jura d'Argovie, à Frick (Suisse) », Bulletin de l'Académie et la Société lorraine des sciences, tome 23 no 4 [PDF], Nancy, p. 147-153
- (1986) - « Nouvelles pistes reptiliennes des Grès bigarrés des Vosges septentrionales. Existence de Saurischiens Tridactyles au Trias inférieur », Bulletin de l'Académie et la Société lorraine des sciences, tome 25 no 1 [PDF], Nancy, p. 25-34
- (1986) - « Existence d'alluvions vosgiennes dans le Vermois au Sud-Est de Nancy : Preuves d'une communication fluviatile Moselle - Meurthe en amont de Nancy », Bulletin de l'Académie et la Société lorraine des sciences, tome 25 no 2 [PDF], Nancy, p. 43-52
- (1986) - « Un contact Jurassique-Crétacé à la limite des départements de la Meuse et des Ardennes », Bulletin de l'Académie et la Société lorraine des sciences, tome 25 no 3 [PDF], Nancy, p. 103-108
- (1987) - « Nouvelles données stratigraphiques sur le Grès de Luxembourg au N.O. du Méridien de Luxembourg », Bulletin de l'Académie et la Société lorraine des sciences, tome 26 no 1 [PDF], Nancy, p. 5-20
- (1987) - « Faunule nouvelle d'Ammonites dans le Lias moyen du Grand Duché de Luxembourg », Bulletin de l'Académie et la Société lorraine des sciences, tome 26 no 2 [PDF], Nancy, p. 49-56
- (1987) - « Observations à propos de la feuille géologique de Bayon au 1/50 000e de la carte géologique de la France », Bulletin de l'Académie et la Société lorraine des sciences, tome 26 no 3 [PDF], Nancy, p. 67-90
- (1988) - « Données stratigraphiques et tectoniques nouvelles sur le Toarcien et le Jurassique moyen au passage de l'autostrade de Lorraine à la limite Vosges - Meurthe et Moselle », Bulletin de l'Académie et la Société lorraine des sciences, tome 27 no 2 [PDF], Nancy, p. 77-84
- (1989) - « Le problème des sources salées du Jurassique moyen en Lorraine », Bulletin de l'Académie et la Société lorraine des sciences, tome 28 no 1 [PDF], Nancy, p. 15-22
- (1989) - « Quelques observations sur le Bajocien supérieur et le Bathonien de la région pré-ardennaise de Hirson (Aisne) à Raucourt (Ardennes) », Bulletin de l'Académie et la Société lorraine des sciences, tome 28 no 4 [PDF], Nancy, p. 115-132
- (1990) - « Stratigraphie des horizons sulfatés du Trias lorrain », Bulletin de l'Académie et la Société lorraine des sciences, tome 29 no 2 [PDF], Nancy, p. 67-86
- (1990) - « Un second îlot de végétation hétérotopique sur les calcaires du Jurassique moyen au plateau de Malzéville près de Nancy. Quelques remarques géobotaniques en Lorraine », Bulletin de l'Académie et la Société lorraine des sciences, tome 29 no 2 [PDF], Nancy, p. 87-100
- (1990) - « Failles nouvelles sur le plateau du Jurassique moyen au passage de l'autostrade Lorraine-Bourgogne à la limite Vosges-Mthe & Mlle », Bulletin de l'Académie et la Société lorraine des sciences, tome 29 no 3 [PDF], Nancy, p. 147-152
- (1991) - « L'aventure du pétrole lorrain : ces étonnants fous de l'or noir avec une étrange obsession », Ed. Pierron, Sarreguemines, 215 p.
- (1991) - « Le forage de Rosières-aux-Salines (M & M) : un carottage continu dans le Trias moyen », Bulletin de l'Académie et la Société lorraine des sciences, tome 30 no 1 [PDF], Nancy, p. 25-33
- (1992) - « Pollution chimique des nappes aquifères en Lorraine : quelques réflexions », Bulletin de l'Académie et la Société lorraine des sciences, tome 31 no 2 [PDF], Nancy, p. 53-63
- (1992) - « Stratigraphie sur l'âge des argiles de Levallois (Rhétien supérieur) dans le bassin de Paris », Bulletin de l'Académie et la Société lorraine des sciences, tome 31 no 3 [PDF], Nancy, p. 105-130
- (1992) - « Modifications importantes à la cartographie géologique en limite sud-est du Saintois (Feuille de Mirecourt au 1:50.000e) », Bulletin de l'Académie et la Société lorraine des sciences, tome 31 no 4 [PDF], Nancy, p. 149-161
- (1993) - « Observations détaillées sur les alluvions à l'amont du Val de l'Ane (capture Meuse Moselle) (présence de vestiges gallo-romains) et d'une voie antique les recoupant - Enfin des coupes géologiques dans les alluvions du Val de l'Ane », Bulletin de l'Académie et la Société lorraine des sciences, tome 32 no 3 [PDF], Nancy, p. 83-91
- (1994) - « Quelques ammonites d'intérêt stratigraphique ou paléontologique du Lias du Luxembourg belge », Bulletin de l'Académie et la Société lorraine des sciences, tome 33 no 1 [PDF], Nancy, p. 25-40
- (1996) - « Ammonites rares ou nouvelles du Portlandien de l'auréole est du bassin de Paris », Bulletin de l'Académie et la Société lorraine des sciences, tome 35 no 2 [PDF], Nancy, p. 97-121
- (1996) - « Comme une odeur de pétrole : la recherche du pétrole en France des origines à 1945 », Ed. Pierron, Sarreguemines, 215 p.
- (1997) - « Albert France-Lanord (1915-1993) », Bulletin de l'Académie et la Société lorraine des sciences, tome 36 no 2 [PDF], Nancy, p. 83-94
- (1998) - « Études sur le permo-trias du Luxembourg belge et du Grand Duché de Luxembourg », Bulletin de l'Académie et la Société lorraine des sciences, tome 37 no 1 [PDF], Nancy, p. 65-134
- (1998) - « Observations et études géologiques sur le Lias inférieur du Luxembourg belge et du Grand Duché du Luxembourg », Bulletin de l'Académie et la Société lorraine des sciences, tome 37 no 1 [PDF], Nancy, p. 11-63

Il a également participé à d'autres publications en collaboration :
- Chalumeau G., Crampon N., Lachaize S. et Maubeuge P.-L. (1975) - « Vulnérabilité et protection des ressources en eau des calcaires bajociens dans le Bassin ferrifère lorrain », Bulletin du BRGM, sect. III, no 2, BRGM, Paris, p. 137-151
- Maubeuge P.-L. et Autun P. (1967) — « Observations sur le Lotharingien et le Carixien du Grand Duché de Luxembourg », Bull. Acad. Royale Belgique, Cl. Sc., 5e série, T. LVII, 3 , p. 249-285
- Théobald N. et Maubeuge P.L. (1949) — « Paléogéographie du Jurassique inférieur et moyen dans le Nord-Est de la France et le Sud-Ouest de l'Allemagne », Bull. Soc. Hist. Nat. Freiburg i. Breisgau, Vol. 39, Fribourg, p. 249-320

### Sources
- Pierre-Louis Maubeuge (1991) - L'aventure du pétrole lorrain. Ces étonnants fous de l'or noir !, Editions Pierron, 232 p.  (ISBN 2-7085-0094-5)
- (fr) Pierre Louis Maubeuge : 08 février 1923 - 22 janvier 1999. Notice biographique et bibliographique par Dominique Delsate
- Collectif sous la direction de Annette Lexa-Chomard et Christian Pautrot (2006) - Géologie et géographie de la Lorraine, Editions Serpenoise, 286 p.  (ISBN 2-87692-632-6)
- La saga du pétrole lorrain : Un cinglé des fouilles - Le Républicain Lorrain le 22 sept. 2013 par Monique Raux.